# Alopecurus nepalensis
Alopecurus nepalensis là một loài thực vật có hoa trong họ Hòa thảo. Loài này được Trin. ex Steud. mô tả khoa học đầu tiên năm 1854.